# M/F Povl Anker
M/F Povl Anker er en passager- og bilfærge ejet af Molslinjen, der siden 1. september 2018 har fungeret som reservefærge på ruterne fra Rønne til Køge, Sassnitz og Ystad. Konstruktionen af det 121,17 meter lange skib blev påbegyndt hos det nordjyske værft Aalborg Værft i slutningen af 1976, og det blev leveret til BornholmsTrafikken den 17. december 1978.
Skibet er klassificeret “I 3/3 E,Deep Sea Car Ferry ICE II”, der betyder, at det må sejle i alle farvande og er klasse 2 isbrydende. Det er opkaldt efter Poul Ancher, der var sognepræst i Rutsker og Hasle, og aktiv i oprøret mod det svenske styre i 1658.
I juli 2016 solgte Danske Færger A/S den 40 år gamle færge til Molslinjen, og tilbagechartrede den til 31. august 2018, hvor Molslinjen overtog færgebetjeningen af Bornholm.
Arkitekter:
- Povl Anker’ er byggenummer 221 fra Aalborg Værft og blev leveret december 1978 til det statsejede aktieselskab Bornholmstrafikken. Søsterskibet ’Jens Kofoed’ fulgte i foråret 1979.
- De to søsterfærger er designet i et samarbejde mellem Aalborg Værft, den verdenskendte danske skibsdesignvirksomhed Knud E. Hansen, DSBs daværende designchef Jens Nielsen samt den danske arkitekt Niels Kryger (død i 2020). En stor del af møblementet, der fortsat er om bord i ’Povl Anker’, udgøres af cafeteria- og loungestole, designet af den danske arkitekt Kay Kørbing, som regnes som den mest indflydelsesrige danske designer på færgeområdet med en lang referenceliste med bl.a. DSB-Rederi, DFDS og Tor Line. [2]

## Trivia
Færgen er i oktober 2006 brugt som kulisse til filmen Til døden os skiller instrueret af Paprika Steen.

## henvisninger
- Wikimedia Commons har flere filer relateret til M/F Povl Anker
- Povl Anker på MarineTraffic
- M/F Povl Anker på faergejournalen.dk
- Povl Anker Arkiveret 23. august 2018 hos  Wayback Machine på faktaomfartyg.se